# Go Bo-gyeol
Go Bo-gyeol (tiếng Triều Tiên: 고보결, sinh ngày 2 tháng 5 năm 1988) là một nữ diễn viên người Hàn Quốc.

## Các phim tham gia
- (2020) Hi Bye, Mama, vai Oh Min-jung
- (2018) Mother,vai Hyo-Jin
- (2017) Queen For Seven Days, vai Yoon Myung-Hye
- (2017) Go Back Couple, vai Min Seo-Young
- (2016) Grand Father, vai Park Bo-Ram
- (2016) Curtain Call, vai An-Kyung
- (2015) Bubble Gum, vai No Dong-Hwa